# Omphalogramma burmanicum
Omphalogramma burmanicum är en viveväxtart som beskrevs av Fletcher. Omphalogramma burmanicum ingår i släktet Omphalogramma och familjen viveväxter. Inga underarter finns listade i Catalogue of Life.